# 斯托夫派普威爾斯 (加利福尼亞州)
斯托夫派普威爾斯（英語：Stovepipe Wells）是位於美國加利福尼亞州因約縣的一個非建制地區。該地的面積和人口皆未知。

## 地理
斯托夫派普威爾斯的座標為36°36′22″N 117°08′47″W / 36.60611°N 117.14639°W，而該地的平均海拔高度為3米（即10英尺）。